# 威權體制教育
威權體制教育指的是升學主義和管理主義思維下的學校體制。它的特色是：學生對師長的絕對服從、量化的考試成績做為衡量人的價值的主要量尺、幾乎沒有空堂或自由選課的時間、學生的生活規範多半由成人制定和執行。
簡單來說，威權體制教育將學生為自己做決定的空間壓縮得很小，而將成人的價值強加在學生身上。為了方便管理，許多不符合教育原則的事也可能發生，例如體罰。

## 現狀

### 中國大陸
在升學壓力、尤其是高考壓力之下，中國大陸的許多中學都奉行類似威權體制教育的模式，在河南、河北等高考大省、人均教育資源匱乏的地區尤為明顯，最有代表性的如「衡水模式」，這些學校均有極為嚴苛的校規。不過，體罰一般不會出現，拒絕體罰已基本成為社會的共識。